# Martien de Jong
Martien Jacobus Govardus de Jong (Steenbergen, 20 mei 1929) is een Nederlandse literatuurhistoricus, essayist, dichter, prozaschrijver en emeritus-hoogleraar van de ‘Université de Namur’ te Namen in Franstalig België.

## Levensloop
De Jong werd na Mulo, HBS en militaire dienst, journalist en weekendstudent aan de R.K. Leergangen te Tilburg. Hij behaalde in resp. 1952 en 1954 de akten Middelbaar Nederlands A en B en werd leraar in achtereenvolgens Breda, Tilburg en Terneuzen. Vanuit laatstgenoemde standplaats studeerde hij Germaanse Filologie aan de Rijksuniversiteit in Gent, waar hij in 1958 promoveerde op Willem Bilderdijks verborgen werkzaamheid als dramatisch dichter. Na een periode van wetenschappelijk onderzoek in Rome vestigde De Jong zich in 1961 in de Belgische stad Namen waar hij aan de Franstalige universiteit was benoemd tot hoogleraar.
De Jong richtte er de afdeling Nederlands op, waarvan hij de eerste directeur werd. Tot aan zijn emeritaat, in 1994, doceerde hij er Nederlandse en Vergelijkende Letterkunde en Algemene Literatuurwetenschap. Wegens zijn verdiensten voor onder meer de verbreiding van het Nederlands in Franstalig België werd hij benoemd tot Commandeur in de Kroonorde van België en tot Ridder in de Orde van de Nederlandse Leeuw.
De Jong publiceerde talrijke wetenschappelijke artikelen in binnen- en buitenland en hij gaf voordrachten en colleges in de vijf continenten en in zes verschillende talen.
Van 1969 tot 1980 redigeerde hij de door hem opgezette reeks Literaire Verkenningen en Nieuwe Literaire Verkenningen, waarin een twintigtal letterkundigen uit Nederland en Vlaanderen monografieën publiceerde over onderwerpen uit de oudere en moderne literatuur.
Een overzicht van zijn werk tot en met 1993 staat in de door Elisabeth Leijnse, Christine Canart en Annick Capelle samengestelde bundel Over en van Martien J.G. de Jong. Een beknopte bibliografie met commentaar.

## Literair werk
Door thematische herhaling en door verwijzingen naar vroegere of toekomstige publicaties schijnt De Jong te suggereren dat zijn talrijke geschriften kunnen worden beschouwd als onderdelen van één samenhangend zelfstandig geheel, dat telkens variërenderwijs wordt uitgebreid. Nochtans kan men in zijn literair werk duidelijk vier soorten of groepen onderscheiden: beschouwend proza (kritiek en essay), poëzie, verbeeldend proza en vertalingen.

### Kritiek en essay
Nadat De Jong in de jaren vijftig van de twintigste eeuw tal van poëziekritieken en -interpretaties in Nederlandse en Vlaamse tijdschriften had gepubliceerd, was hij van 1961 tot 1972 actief als poëziecriticus van  Elseviers Weekblad en Elseviers Literair Supplement. 
Zijn kritische methode kenmerkte zich door wat men enkele jaren later zou formuleren als ergocentrisch, close reading en structuuranalyse, evenwel met dit verschil dat De Jong behalve moderne gedichten (Van Ostaijen, Lucebert...) ook teksten uit vroegere perioden analyseerde (Zuster Bertken, Bilderdijk...) en in zijn tekstinterpretaties aandacht schonk aan aspecten als context, en eventuele extratekstuele biografische gegevens (Bilderdijk, Achterberg...). In een bespreking van De Jongs bundel De verlossing van Venus en andere essays, 1979. schreef Paul de Wispelaere daarover:
in deze [ergocentrische] beweging is De Jong nooit een aanhanger van het dogma van de literaire autonomie geweest, zodat hij er zich van meet af aan als een zelfstandige, onorthodoxe persoonlijkheid in heeft gedragen. Dit is hem niet steeds in dank afgenomen, maar het heeft altijd wel zijn aparte positie gekenmerkt. In zijn kundige en erudiete poëzie-interpretaties heeft hij bijvoorbeeld van begin af herhaaldelijk met succes gedemonstreerd hoe ook extra-tekstuele en zelfs extra-literaire gegevens functioneel in de tekstanalyse aangewend kunnen worden en hoe deze analyse zelf toegang verschaft tot de tekst als een uiting van een literaire persoonlijkheid. Wat erop neerkomt dat hij zich nooit tot theoretische eenzijdigheid heeft laten verblinden en beperken, maar steeds een open oog heeft gehad voor de complexe realiteit van het literaire werk, zoals zich dat aan de niet-bevooroordeelde lezer voordoet. Aan deze complexiteit beantwoorden verschillende manieren om het werk te benaderen. Wetenschappelijk onderzoek veronderstelt objectiviteit, toetsbaarheid en herhaalbaarheid; literatuur veronderstelt persoonlijke beleving, subjectiviteit, intuïtie en uniciteit. De literaire essayist is geen wetenschapper maar een schrijver, zoals ook Martien de Jong herhaaldelijk heeft betoogd.
De essayistiek van De Jong beperkt zich niet tot het werk van Nederlandstalige auteurs en evenmin tot literatuur in engere zin (Literatuur: een spel zonder grenzen, 1991, Kerstfeest in de Middeleeuwen. Geschilderd en geschreven, 2001, Schrijven op het puin van Dresden. Oorlog en verwoesting als verhaal, 2005). Vooral de laatste decennia is er een verbreding in zijn thematiek, die soms gepaard gaat met scherpe polemische stellingname, onder meer tegen door hem als vals beschouwde geschiedschrijving over de periode van de Tweede Wereldoorlog (De dichter en zijn rechters, 1988, Liever waarheid dan sensatie, 1990, Van Merijntje Gijzen tot voorbij Hitler en Mussolini, 2007).
Een hartstochtelijke verdediging van het Nederlands in het kader van de Europese Unie is zijn Vadertaal en Moederland, 1996.

### Poëzie
De Jong publiceerde gedichten in verschillende tijdschriften (De Gids, De Vlaamse Gids, Dietsche Warande en Belfort, Kreatief, Kruispunt, Nieuw Wereld Tijdschrift, Raam, Revolver, Ruimten). Hij bracht zijn poëzie tot dusver bijeen in tien dichtbundels, waarvan de eerste neo-realistische kenmerken vertonen.
In De Nederlandse en Vlaamse Auteurs (1985) van Van Bork en Verkruysse noteerde P. van Aken:
De Jong schreef ook opvallende, tegen het nieuw-realisme aanleunende poëzie, die wordt getypeerd door de combinatie van verrassingseffecten en alledaagsheid. Daardoor wekken sommige van zijn gedichten de schijn zich te bewegen op de grens tussen originaliteit en banaliteit, maar precies in dit spanningsveld komt hun authenticiteit naar voren. Even opmerkelijk is de vermenging van persoonlijke en maatschappelijk geëngageerde thematiek en het veelvuldig gebruik van cultuurhistorische verwijzingen. Deze karakteristiek dateert van 1985 en betrof De Jongs eerste bundels. In zijn latere, met lange tussenpozen gepubliceerde gedichten, overheerst de 'persoonlijke' thematiek, die vooral betrekking heeft op erotiek, nostalgie en vergankelijkheid.
In 2012 publiceerde Martien de Jong zijn Verzamelde gedichten onder de titel Verborgen camera. Er zijn nooit eerder gepubliceerde verzen in opgenomen en zelfs twee geheel nieuwe bundels: Lego en Deemster op de uiterwaarde. Blijkens de inhoud duidt de eerste titel op het ludieke van sommige gedichten. De tweede bundel heeft een ernstiger karakter, dat onder meer wordt bepaald door de thematiek van de ouderdom. De plaatsbepaling in de titel zou men kunnen duiden in verband met De Jongs positie als buitenstaander in de actualiteit van het literaire leven en de literaire kritiek. Ook zijn essayistisch werk schijnt voor de huidige literatuurcritici buitendijks gebied, dat achter de reikwijdte van de dagelijkse waarneming ligt.
Eén jaar na De Jongs Verzamelde gedichten verscheen zijn tweetalige bundel Zonder antwoord/Senza risposta (2013),met Italiaanse vertalingen van Giorgio Faggin. Aangrijpende elegische verzen worden erin geïllustreerd met afbeeldingen van Italiaanse kunstwerken waarnaar een reizende en schrijvende lyrische 'ik' soms direct of indirect verwijst, evenals trouwens naar teksten van verschillende auteurs, onder wie Dante, Petrarca, Ariosto, Goethe, Thomas Mann en Joseph Brodsky.

### Verbeeldend proza
Tussen 2007 en 2015 publiceerde De Jong onder pseudoniem een zestal verhalende teksten waarvan de handeling zich ofwel afspeelt in Noord-Brabant, ofwel in Italië. In 2007 verscheen zijn documentaire roman De bevrijding van Steenbergen of Scherven van een spiegel, onder de auteursnaam Martijn van Tiggelen.  De roman heeft een 'Nawoord met aantekeningen door Martien J.G. de Jong', die de historische  (en waarschijnlijk autobiografische) achtergrond van sommige van de verhaalmotieven onthullen. In een korte bespreking voor nbd biblion karakteriseerde Albert Hagenaars de roman als fascinerend werk en een pakkend geschreven, subjectief relaas dat nochtans steunt op historische feiten uit de Tweede Wereldoorlog. De auteur speelt een vernuftig spel met actief en passief optredende personages waaronder ene Alter. Deze naam is slechts een van de vingerwijzingen naar de meervoudige manier waarop het boek gelezen kan worden. Het oorlogsverhaal over een Brabants stadje is een geslaagde literaire creatie: eerder een roman dan een documentaire.
In 2008 en 2010 verschenen twee andere prozaboeken met dezelfde hoofdpersoon en onder dezelfde auteursnaam: De horizont en de blauwe hemel. Taferelen uit een kinderleven en Geheimen en gevaren. Vijf verhalen en vier knipsels. De handeling van het eerstgenoemde boek speelt zich af in de jaren dertig van de twintigste eeuw en het tweede beslaat de periode 1944 (bevrijding) – 1953 (watersnood).
Van heel andere aard zijn de verhalende teksten die De Jong presenteerde als werk van de door hem 'vertaalde' en becommentarieerde fictieve 'Italiaanse' auteur Sandro Zanetti. In 2011 verscheen de 'geïllustreerde spiegelnovelle' Een bruid voor Frankenstein, eveneens onder dat Italiaanse pseudoniem, met ‘vertaling, noten en nawoord’ van Martien J.G. de Jong. Een mystificatie waarin de lezer volgens Bernard Huyvaert ‘voortdurend op het verkeerde been wordt gezet’. In zijn Biblion-recensie karakteriseerde hij het boek als: Een interessant werkje, dat het midden houdt tussen essay en verhalend proza, vol ironie, intellectuele en literaire Spielerei en verwijzingen naar bestaande of niet-bestaande toestanden of schrijvers.
Soortgelijke eigenschappen merkte Huyvaert op in zijn Biblion-recensie van De Jongs tweede Zanetti-novelle, die in 2013 verscheen onder de titel Wisselingen. Tegen de achtergrond van leven en werk van de zestiende-eeuwse schilder Caravaggio wordt de lezer binnengevoerd in een hedendaags literair en universitair milieu te Rome (waarvan de zeden en praktijken overigens evengoed in andere hoofdsteden kunnen voorkomen!). Hij krijgt enige kijk op dit milieu door 'wisselingen' in het vertelperspectief, die tot stand komen doordat de auteur telkens een andere verteller laat optreden om een boekje open te doen over een personage dat elders aan het woord komt.
Een nog gewaagder experiment met de vertelstructuur kenmerkt De Jongs Geïllustreerde historische roman. "Italië 1943-1973: Herhaalde geheimen" (2015). 
Het verhaal speelt zich af op twee tijdniveaus: het fascistische Italië van 1943 en het door terrorisme geteisterd Italië van omstreeks 1973. De auteur brengt tussen die twee niveaus een historisch en verteltechnisch verband tot stand en bereikt ten slotte een soort identificatie door fictieve personages uit beide perioden met elkaar in contact te brengen. Door chronologisch geordende illustraties en door historisch verantwoorde noten van de 'vertaler' werd dit boek tevens een politiek gekleurd document over de zeer bewogen geschiedenis van Italië in de twintigste eeuw.

## Selectieve bibliografie
Zie onder 1. Over en van Martien J.G. de Jong (1994), waarin behalve de tot en met 1993 verschenen boeken (30) ook publicaties in verzamelbundels (48), encyclopedieën (7) en tijdschriften (188) zijn vermeld, alsmede uitgaven onder zijn redactionele verantwoordelijkheid (34), doch niet zijn bijdragen in kranten en weekbladen of de onder pseudoniem verschenen publicaties.
De volgende selectie beperkt zich tot uitgaven in boekvorm:

### Beschouwend proza
- Het kerstvisioen van Berta Jacobs, 1961
- Leopolds Cheops. Een interpreterend essay met tekstuitgave, 1966
- Twintig pöeziekritieken, 1966
- Van Bilderdijk tot Lucebert. Tekst en context van Nederlandse gedichten, 1967
- Flierefluiters apostel, meningen en meningsverschillen, 1970
- Eén perron naar drie treinen, Den Brabander, Van Hattum, Ed.Hoornik, 1970
- Bewijzen uit het ongerijmde. Het probleem Achterberg, 1971
- Landen, steden...mensen. R.Blijstra: literatuur en architectuur, 1971
- Nogmaals inzake Achterberg, 1972
- Over kritiek en critici. Facetten van de Nederlandstalige literatuurbeschouwing in de twintigste eeuw, 1977
- De verlossing van Venus en andere essays, 1979
- Maurice Gilliams. Een essay, 1984
- Honderd jaar later. Essays over schrijvers en geschriften uit de Beweging van Tachtig, 1985
- Vrede ende vrolicheyt. Kerstfeest in de middeleeuwen, 1985
- De waarheid (?) omtrent Richard Simmillion of de onvoltooide autobiografie van Willem Frederik Hermans, 1986
- De dichter en zijn rechters. Een pleidooi voor Nederlandse schrijvers onder Duitse bezetting, 1988
- Liever waarheid dan sensatie. Met een eerherstel voor Ed. Hoornik en andere slachtoffers van valse geschiedschrijving over de Tweede Wereldoorlog, 1990
- Literatuur: een spel zonder grenzen,1991
- Droom bezit geen erfgenaam. Mythe en werkelijkheid bij Maurice Gilliams, 1993
- Le présent du passé. Essais de littérature comparée, 1994
- Vadertaal en moederland. Over het Nederlands in de Lage Landen en Europa, 1996
- Een verre vrouw van taal, Over Gerrit Achterberg, zijn dichterschap, zijn leven en zijn interpreten, 2000
- Een klauwende muze. De tussenwereld van Maurice Gilliams, 2001
- Kerstfeest in de middeleeuwen. Geschilderd en geschreven, 2001
- Schrijven op het puin van Dresden. Oorlog en verwoesting als verhaal, 2005
- Duivels plezier en satanisch medelijden. Het rancuneuze schrijven van Willem Frederik Hermans, 2006
- Tussen Everzwijn en Fidel Castro. Het Ik en Nu van Hugo Claus, 2006
- Van Merijntje Gijzen tot voorbij Hitler en Mussolini. 'Goed' en 'Fout' in de Letteren, 2007
- Het licht van feestverstoorders. Kunstenaars. Treiteraars en Zedenmeesters, 2008
- Brand van Mars en vuur van Venus (‘Geloven in gedichten’), 2010,
- Luister, jij die dit leest (‘Geloven in gedichten’), 2010
- Zuster van stormende weemoed (‘Geloven in gedichten’), 2011
- Toen de volle waarheid ons verscheen (‘Geloven in gedichten’), 2011
- De kosmos van de poëzie (‘Geloven in gedichten’), 2013
- Preromantisch classicisme en reactionaire romantiek. Bilderdijks dramaturgie, 2012

### Vertalingen
In de periode 2001-2004 vertaalde De Jong een groot aantal gedichten, voornamelijk uit het Italiaans en het Spaans, die hij thematisch ordende en vergeleek en interpreteerde in zijn rubriek Poëtische confrontatie in het tijdschrift Kreatief. Herzien en uitgebreid met andere vertalingen uit verschillende Europese talen werden deze teksten gebundeld in de vijfdelige reeks ‘Geloven in gedichten’, die voor Biblion met instemming werd besproken door T. van Deel. Over de vierde bundel (Toen de volle waarheid ons verscheen) schreef hij onder meer: De keuze is gemaakt uit poëzie in het Nederlands,Engels, Duits, Frans, Italiaans en Spaans. De vertalingen zijn van De Jong zelf, de grondtekst geeft hij ook. Zijn belezenheid en passie voor poëzie garanderen een aantrekkelijk geheel zonder nu veeleisend voor de lezer te zijn. De professor, die De Jong is, gaat hier schuil achter de liefhebber en de mens. Als gebruikelijk komt er weer een keur van dichters aan te pas: Baudelaire, Gezelle, Machado, Bloem, Rilke, Boutens, Leopardi, Eddy van Vliet, listig met elkaar en na elkaar verweven. Het zijn natuurlijk maar enkele grepen uit een groot en onoverzienbaar arsenaal, maar De Jong doet het gewoon.

### Poëzie
- Aardbeien uit een blauw vergiet, 1972
- Tweesprong, 1975
- Een onschuldig land, 1975
- In de nieuwe wereld, 1979
- Sonnet (Noord-Brabant in proza, poëzie en prent, met Gilbert van Drunen, fotografie), 1995
- In de nacht op onmogelijke paden, 1997
- Besloten kring, 2004
- Verborgen camera. Verzamelde gedichten, 2012 (waarin opgenomen de ongedateerde bundels Lego en Deemster op de uiterwaarde)
- Zonder antwoord/Senza risposta/, 2013 Met vertalingen in het Italiaans van/Traduzioni italiane di Giorgio Faggin

Gedichten van De Jong werden in het Engels vertaald door Harriet Dishman & Herman Salinger in New CollAge Magazine 6 (1975) 3, voorts  in het Italiaans door Giorgio Faggin in Tratti 21 (2005) 68. en in de tweetalige bundel Zonder antwoord/Senza risposta, 2013, Soesterberg ( uitgeverij Aspekt) en Faenza ( editore Mobydick).

### Verbeeldend proza
- Martijn van Tiggelen: De bevrijding van Steenbergen of Scherven van een spiegel. Met een nawoord van Martien J.G. de Jong, 2007
- Martijn van Tiggelen: De horizont en de blauwe hemel. Taferelen uit een kinderleven. Met een nawoord van Martien J.G. de Jong en tekeningen door Harry Vlamings, 2008
- Martijn van Tiggelen: Geheimen en gevaren, Met een nawoord en aantekeningen van Martien J.G. de Jong, 2010
- Sandro Zanetti: Een bruid voor Frankenstein. Geïllustreerde spiegelnovelle. Vertaling, noten en nawoord Martien J.G. de Jong, 2011
- Sandro Zanetti: Wisselingen. Geïllustreerde spiegelnovelle. Vertaling, noten en nawoord Martien J.G.de Jong, 2013
- Sandro Zanetti: Herhaalde geheimen. Geïllustreerde historische roman. Italië 1943-1973. Nederlandse tekst en noten Martien J.G. de Jong, 2014

## Secundaire literatuur
Kritieken op het kritisch en essayistisch werk tot 1994 door Jan Elemans, Anton Claessens, Marcel Janssens en Paul de Wispelaere zijn herdrukt in de bundel Over en van Martien J.G. de Jong waarin ook herdrukte beschouwingen over zijn tot dat jaar verschenen poëzie, door Lionel Deflo, Jef Barthels en Chris Zwalf, alsmede een stuk over de bundel In de nieuwe wereld door Elisabeth Leijnse.
Een kritiek op de bundel Van Merijntje Gijzen tot voorbij Hitler en Mussolini schreef Ed Schilders in De Volkskrant (4-8-2007). Besprekingen van dezelfde bundel en van het verbeeldend proza en ander werk tot 2012 door Kees van Bemmelen staan op de website van Cultureel Brabant.
Een uitvoerige bespreking annex interview met betrekking tot  'De horizont en de blauwe hemel' schreef Annelies Vlaanderen in BBN/DeStem dd.26-7-2008.
In het literaire tijdschrift Poëziekrant van 2014 (aflevering 1) publiceerde Hedwig Speliers een uitgebreid artikel over De Jong als criticus en als dichter naar aanleiding van de verzamelbundel Verborgen camera. Speliers herinnert aan De Jongs verkettering door de aanhangers van 'close reading' in de jaren zeventig en karakteriseert diens positie als onafhankelijke en onorthodoxe persoonlijkheid buiten het actuele letterkundig leven als die van 'het literaire buitenbeentje'.
- Bibliothèque nationale de France: cb12000731n (data)
- Digitale Bibliotheek voor de Nederlandse Letteren: jong044
- Gemeinsame Normdatei: 131678736
- International Standard Name Identifier: 0000 0001 0908 2792
- Library of Congress Control Number: n80007943
- Nationale Bibliotheek van Tsjechië: xx0201054
- Nederlandse Thesaurus van Auteursnamen: 068974094
- Système universitaire de documentation: 028106873
- Virtual International Authority File: 62687663
- WorldCat: E39PBJB4gvftQtHxPQy7QPtFrq